# Magnicourt
Magnicourt és un municipi francès situat al departament de l'Aube i a la regió del Gran Est. L'any 2007 tenia 67 habitants.

## Demografia

### Població
El 2007 la població de fet de Magnicourt era de 67 persones. Hi havia 36 famílies de les quals 16 eren unipersonals (12 homes vivint sols i 4 dones vivint soles), 16 parelles sense fills i 4 parelles amb fills.
La població ha evolucionat segons el següent gràfic:
Habitants censats

### Habitatges
El 2007 hi havia 49 habitatges, 40 eren l'habitatge principal de la família, 6 eren segones residències i 3 estaven desocupats. 47 eren cases i 2 eren apartaments. Dels 40 habitatges principals, 33 estaven ocupats pels seus propietaris, 6 estaven llogats i ocupats pels llogaters i 1 estava cedit a títol gratuït; 1 tenia dues cambres, 8 en tenien tres, 16 en tenien quatre i 15 en tenien cinc o més. 38 habitatges disposaven pel capbaix d'una plaça de pàrquing. A 23 habitatges hi havia un automòbil i a 14 n'hi havia dos o més.

### Piràmide de població
La piràmide de població per edats i sexe el 2009 era:
| Homes | Edats   | Dones |
| ----- | ------- | ----- |
| 4     | 95 o +  | 0     |
| 0     | 90 a 94 | 0     |
| 0     | 85 a 89 | 0     |
| 0     | 80 a 84 | 4     |
| 4     | 75 a 79 | 0     |
| 0     | 70 a 74 | 4     |
| 4     | 65 a 69 | 0     |
| 4     | 60 a 64 | 0     |
| 0     | 55 a 59 | 4     |
| 4     | 50 a 54 | 4     |
| 4     | 45 a 49 | 0     |
| 4     | 40 a 44 | 0     |
| 0     | 35 a 39 | 0     |
| 0     | 30 a 34 | 0     |
| 4     | 25 a 29 | 4     |
| 0     | 20 a 24 | 0     |
| 0     | 15 a 19 | 0     |
| 0     | 10 a 14 | 0     |
| 4     | 5 a 9   | 0     |
| 0     | 0 a 4   | 0     |

## Economia
El 2007 la població en edat de treballar era de 43 persones, 34 eren actives i 9 eren inactives. Les 34 persones actives estaven ocupades(21 homes i 13 dones).. De les 9 persones inactives 8 estaven jubilades i 1 estava classificada com a «altres inactius».
Activitats econòmiques
Dels 2 establiments que hi havia el 2007, 1 era d'una empresa de construcció i 1 d'una empresa de comerç i reparació d'automòbils.
L'any 2000 a Magnicourt hi havia 10 explotacions agrícoles que ocupaven un total de 609 hectàrees.

## Poblacions més properes
El següent diagrama mostra les poblacions més properes.